# Gmina Lutomiersk
Gmina Lutomiersk là một nông thôn gmina (huyện hành chính) trong Pabianice County, Łódzkie, ở miền trung Ba Lan.  Khu vực hành chính của nó là làng Lutomiersk, nằm khoảng 17 kilômét (11 mi)  về phía tây bắc của Pabianice và 19 km (12 mi) về phía tây thủ phủ khu vực Łódź.
Gmina có diện tích 133,87 kilômét vuông (51,7 dặm vuông Anh)  và năm 2006 tổng dân số của nó là 7.090 ngừi.

## Làng
Gmina Lutomiersk chứa các làng và khu định cư của: 
| - Albertów - Antoni - Babice - Babiczki - Bechcice-Parcela - Bechcice-Wieś - Charbice Dolne - Charbice Górne - Czołczyn - Dziarouarzew - Florentynów - Đức Phanxicô - Jerwonice - Jeziorko | - Kazimierz - Bechcice Kolonia - Huyền thoại - Lutomiersk - Madaje Nowe - Malanów - Mianów - Mikołajewice - Mikołajewice-Kolonia - Mirosławice - Or Dixów - Prusinowice - Prusinowiczki - Puczniew | - Puczniew-Leonów - Stanisławów Nowy - Stanisławów Stary - Szydłów - Szydłówek - Wola Puczniewska - Wrząca - Wygoda Mikołajewska - Zalew - Zdziechów - Zdziechów Nowy - Zdziechów-Kolonia - Żurawieniec - Zygmuntów |

## Gmina lân cận
Gmina Lutomiersk giáp với thị trấn Konstantynów Łódzki và với các gmina khác như Alexanderrów Łódzki, Dalików, Łask, Pabianice, Poddębice, Wodzierady và Zadzim.